# Faraday Medal
De Faraday Medal is een wetenschapsprijs die het Britse Institution of Engineering and Technology (het voormalige Institution of Electrical Engineers) eens per jaar uitreikt aan een individu. Voor de prijs komen in aanmerking wetenschappers die een opmerkelijke bijdrage hebben geleverd aan een wetenschappelijk of industrieel ontwerp of een opvallende dienst ter bevordering van de vooruitgang van de wetenschap, technische wetenschappen en technologie.
De prijs bestaat uit een bronzen medaille. Iedereen kan er voor in aanmerking komen zonder eerst aan bepaalde voorwaarden te moeten voldoen (zoals nationaliteit of lidmaatschap van het IET). De Faraday Medal werd in 1922 voor het eerst uitgereikt en is vernoemd naar Michael Faraday.

## Winnaars
- 1922 Oliver Heaviside
- 1923 Charles Parsons
- 1924 Sebastian Ziani de Ferranti
- 1925 Joseph John Thomson
- 1926 Rookes Crompton
- 1927 Elihu Thomson
- 1928 Ambrose Fleming
- 1929 Guido Semenza
- 1930 Lord Rutherford of Nelson
- 1931 Charles Merz
- 1932 Oliver Lodge
- 1933 niet uitgereikt
- 1934 Frank Smith
- 1935 Frank Jewett
- 1936 William Henry Bragg
- 1937 André Blondel
- 1938 John Snell
- 1939 William David Coolidge
- 1940 Bertrand Russell
- 1941 Arthur Fleming
- 1942 Pyotr Kapitsa
- 1943 Archibald Page
- 1944 Irving Langmuir
- 1945 Clifford Paterson
- 1946 Edward Victor Appleton
- 1947 Leonard Pearce
- 1948 Mark Oliphant
- 1949 Charles Franklin
- 1950 James Chadwick
- 1951 Thomas Eckersley
- 1952 Ernest Lawrence
- 1953 Stanley Angwin
- 1954 Isaac Shoenberg
- 1955 John Cockcroft

- 1956 G W O Howe
- 1957 Waldemar Borgquist
- 1958 Gordon Radley
- 1959 Luigi Emmannueli
- 1960 George Paget Thomson
- 1961 Julius Adams Stratton
- 1962 Basil Schonland
- 1963 P M J Ailleret
- 1964 Joseph Mortlock
- 1965 Vladimir Zworykin
- 1966 John Ratcliffe
- 1967 Harold Barlow
- 1968 Leslie Bedford
- 1969 Phillip Sporn
- 1970 Charles Oatley
- 1971 Martin Ryle
- 1972 Frederic Williams
- 1973 Nevill Mott
- 1974 George Millington
- 1975 John Meek
- 1976 Thomas Otten Paine
- 1977 John Adams
- 1978 E Friedlander
- 1979 Robert Noyce
- 1980 Eric Ash
- 1981 Maurice Wilkes
- 1982 Brian David Josephson
- 1983 Willem Gambling
- 1984 Alexander Cullen
- 1985 Charles Anthony Hoare
- 1986 Richard Shearman
- 1987 D E N Davies
- 1988 Cyril Hilsum
- 1989 Charles Kao

- 1990 Peter Lawrenson
- 1991 Alan Rudge
- 1992 L Solymar
- 1993 Alastair MacFarlane
- 1994 John Parnaby
- 1995 J D Rhodes
- 1996 S C Miller
- 1997 John Midwinter
- 1998 Roger Needham
- 1999 P A McKeown
- 2000 J M Brady
- 2001 C J Harris
- 2002 Robin Saxby
- 2003 Richard Friend
- 2004 Peter M. Grant
- 2005 Azim Premji
- 2006 John McCanny
- 2007 Steve Furber
- 2008 Josef Kittler
- 2009 Martin Sweeting
- 2010 Donal Bradley
- 2011 Donald Knuth
- 2012 Leonardo Chiariglione
- 2013 Michael Pepper
- 2014 Christofer Toumazou
- 2015 Kees Schouhamer Immink
- 2016 Andy Harter
- 2017 Bjarne Stroustrup[1]
- 2018 - geen winnaar
- 2019 Peter Knight
- 2020 Bashir Al-Hashimi
- 2021 John Fleming
- 2022 Chad Mirkin
- 2023 Arogyaswami Joseph Paulraj